# Grant McCann
Grant Samuel McCann (*Belfast, Irlanda del Norte, 14 de abril de 1980) es un exfutbolista norirlandés. Jugaba de volante. Es el entrenador del Doncaster Rovers de la EFL League Two de Inglaterra desde 2023.

## Selección nacional
Ha sido internacional con la Selección nacional de fútbol de Irlanda del Norte, ha jugado 31 partidos internacionales y ha anotado 4 goles.

## Clubes

### Como jugador
| Club                | País              | Año       |
| ------------------- | ----------------- | --------- |
| Livingston FC       | Escocia           | 1999      |
| Notts County        | Inglaterra        | 2000      |
| Cheltenham Town     | Inglaterra        | 2000-2001 |
| West Ham United     | Inglaterra        | 2001-2002 |
| Cheltenham Town     | Inglaterra        | 2002-2006 |
| Barnsley FC         | Inglaterra        | 2006-2008 |
| Scunthorpe United   | Inglaterra        | 2008-2010 |
| Peterborough United | Inglaterra        | 2010-2015 |
| Linfield            | Irlanda del Norte | 2015      |

## Como entrenador
Datos actualizados al 10 de mayo de 2024.
| Club                           | País                | Año           | PJ  | PG  | PE | PP  | Efectividad |
| ------------------------------ | ------------------- | ------------- | --- | --- | -- | --- | ----------- |
| Peterborough United (interino) | Inglaterra          | 2015          | 2   | 1   | 1  | 0   | 66.67%      |
| Peterborough United            | Inglaterra          | 2016-2018     | 103 | 42  | 25 | 36  | 48.87%      |
| Doncaster Rovers               | Inglaterra          | 2018-2019     | 59  | 26  | 15 | 18  | 52.54%      |
| Hull City                      | Inglaterra          | 2019-2022     | 136 | 56  | 22 | 58  | 46.57%      |
| Peterborough United            | Inglaterra          | 2022-2023     | 48  | 18  | 8  | 22  | 43.06%      |
| Doncaster Rovers               | Inglaterra          | 2023-presente | 59  | 27  | 10 | 22  | 51.41%      |
| Total de su carrera            | Total de su carrera | 2015-act.     | 408 | 167 | 89 | 152 | 48.2%       |